# Patrick Sylvestre
Patrick Sylvestre (ur. 1 września 1968 w Bure) – szwajcarski piłkarz grający na pozycji defensywnego pomocnika.

## Kariera klubowa
Karierę piłkarską Sylvestre rozpoczął w klubie FC La Chaux-de-Fonds. W 1986 roku zadebiutował w jego barwach w pierwszej lidze szwajcarskiej, ale na koniec sezonu 1986/1987 spadł z nią do drugiej ligi. Po kolejnym roku gry w La Chaux-de Fonds odszedł do AC Lugano. W 1989 roku awansował w z nim do pierwszej ligi, ale największym sukcesem Patricka za czasów gry w tym klubie było zdobycie Pucharu Szwajcarii w 1993 roku. Po tym sukcesie Sylvestre przeszedł do drużyny Lausanne Sports i w niej grał przez dwa lata. W 1995 roku został piłkarzem zespołu FC Sion. W 1996 roku zdobył z nim krajowy puchar, a w 1997 roku powtórzył to osiągnięcie. Został wtedy też mistrzem Szwajcarii, ale po sezonie zdecydował się zakończyć sportową karierę. Liczył sobie wówczas niespełna 29 lat.

## Kariera reprezentacyjna
W reprezentacji Szwajcarii Sylvestre zadebiutował 13 grudnia 1989 roku w przegranym 1:2 towarzyskim meczu z Hiszpanią. W 1994 roku został powołany przez selekcjonera Roya Hodgsona do kadry na Mistrzostwa Świata w Stanach Zjednoczonych. Tam jednak był rezerwowym i rozegrał tylko jedno spotkanie grupowe, wygrane 4:1 z Rumunią. We wrześniu tamego roku rozegrał swoje ostatnie spotkanie w kadrze narodowej – ze Zjednoczonymi Emiratami Arabskimi (1:0). Potem w 1996 roku był w kadrze Szwajcarii na Euro 96, ale nie rozegrał tam ani minuty. Łącznie w reprezentacji Helwetów rozegrał 11 spotkań.